# 尹東憲
尹東憲（Yoon Dong-hun，1983年5月2日－），生於南韓，南韓足球運動員，司職中場，擁有亞洲足協B級教練資格，現時以助理教練及青訓教練身份效力香港超級聯賽球會傑志。

## 早年生活
尹東憲生於南韓，由於童年時就讀的小學沒有足球部，令他升讀高中後獲父母允許加入學校足球部，直到高中畢業時，他獲教練邀請加盟國內職業球會，令他沒有考取大學的入學試，可是後來邀請他的教練被球會解僱，幸好當時他遇上其伯樂，並邀請尹東憲到大學接受訓練，到一年後他獲教練推薦入讀社會體育系，加入當時全國最強的高麗大學校隊到大學，畢業後尹東憲在韓職選秀中，獲著名球會蔚山現代選中。

## 球員生涯
可是尹東憲加盟後苦無上陣機會，於2008年獲邀請轉會到有教會背景的安山哈利路亞，並在4月18日在南韓聯賽盃職業生涯首度亮相，直到2013年他獲泰國球會垂青前往當地試腳然，當時他突然得悉其父親患上末期大腸癌，僅餘一年壽命，即放棄試腳重返南韓照顧父親，同年他五度獲選挑戰K聯賽最佳十一人，而其父親在2014年離世，直到2015年季中，他不顧教練挽留隻身來港加盟港超聯地區球會黃大仙，並透過足球宣揚宗教和藉此學好英語 ，為未來當教練鋪路，他在1月10日對標準流浪的聯賽，首度為球會上陣，即取得加盟後的首個入球，協助黃大仙以3–3賽和。
到球季結束後，尹東憲重返高陽Hi兼顧比賽及執教，至2016年再度來港加盟黃大仙，隨後他於2016年2月首度入選香港聯賽選手隊參與2016猴年賀歲盃，並協助港聯以4–0大勝香港代表隊奪得冠軍，季後，尹東憲轉投新成立的港超聯球會標準灝天，直到2016年10月5日球隊重組教練團，他獲委教練職務負責加強球隊體能訓練，但他仍會註冊上陣，只是隨着舊將美高回歸，令尹東憲的上陣機會減少，在2017年4月2日對傑志的聯賽，取得加盟後的首個入球，可是結果灝天以1–5落敗，他於季尾協助標準灝天於11支球隊中獲得第9護級成功，可是最終因交還管理權問題而解散，而尹東憲獲招重文邀請加盟新成立的港超聯球會夢想FC。

## 教練生涯
尹東憲擁有亞洲足協C級教練文憑，直到2016年10月他獲標準灝天委教練職務，負責加強球隊體能訓練，他於2016年10月16日主場迎戰理文流浪的聯賽，首度在港當教練，結果帶領灝天以2–2賽和對手。
2019年7月，尹東憲加入傑志的教練團隊，成為訓練員及青年軍教練。

## 外部連結
- 香港足球總會球員註冊資料 （页面存档备份，存于）